# 杨博 (明朝)
楊博（1509年—1574年），字惟約，號虞坡，山西平陽府蒲州人，明朝政治人物。官至吏部尚書、少師兼太子太師。

## 生平
嘉靖四年（1525年）乙酉科山西鄉試第十二名舉人，八年（1529年）己丑科三甲第四十八名進士。授盩厔縣知縣，調長安縣知縣，升兵部武庫司主事、兵部職方司郎中，隨兵部尚書翟鑾巡查邊疆守衛，作出詳細記錄及規畫，出為山東按察司副使，升山東布政使司左參政，二十五年（1546年）三月任都察院右僉都御史、巡撫甘肅，治理有方，揭發仇鸞貪污，二十九年（1550年）丁母憂。服闋，三十一年（1552年）十月起為兵部右侍郎，三十二年（1553年）三月升兵部左侍郎，經略薊鎮邊務，十二月兼都察院右僉都御史、總督薊遼、保定等處軍務，同年升右都御史，蔭一子為錦衣衛百戶。三十三年（1554年）蒙古昆都力哈、打來孫劫掠薊鎮，楊博身不解甲抗敵，蒙古軍無法攻破，獲明世宗賞賜獬豸衣，三十四年（1555年）打來孫再進犯，被擊退，解除大同兵危。楊博修繕邊界防禦設施、提高民生、整理軍務有秩。同年三月升兵部尚書，十一月加太子少保，同年丁父憂，因大同右衛被圍困，城中將生變，三十六年（1557年）十月任都察院右副都御史，前往大同解圍，三十八年（1559年）九月召回京管事，十二月回朝，加少保兼太子太保，四十五年（1566年）十月改吏部尚書。
隆慶三年（1569年）留用屯鹽右僉都御史龐尚鵬忤旨，自請去職，十二月致仕，六年（1572年）正月由高拱奏薦，起復原職，管兵部事。同年明神宗即位，加少師兼太子太師，六月解除兵部差事，回吏部管事，兵科右給事中張楚城論劾王崇古金書誥命出自楊博之子楊俊卿所為，楊博不將王崇古議罪，為專擅，乞求罷黜，楊博引疾乞休，萬曆元年（1573年）九月三度上疏後，獲准致仕歸里，二年（1574年）八月病故，享年六十六歲，贈太傅，賜祭葬，諡“襄毅”。

## 家族
曾祖楊諶；祖父楊選；父楊瞻，四川按察司僉事。母田氏（贈一品夫人）。重慶下。
子楊俊民（嘉靖四十一年進士）、楊俊士（萬曆二年進士）、楊俊彥（官生）、楊俊卿（隆慶二年武解元）、楊俊臣（側室賀氏生）。女婿州學生景宣、舉人馮瀹、嵩縣守備孫仲金。
孫楊元禎、楊元祥、楊元祉、楊元禧、楊元祺、楊元祜、楊元祐。

## 佚事
嚴嵩之子嚴世蕃曾說：「天下才，惟己與陸炳、楊博為三。」

## 延伸阅读
[在维基数据编辑]
 《明史卷二百一十四》，出自《明史》
 《國朝獻徵錄·卷之二十五》，出自焦竑《國朝獻徵錄》

## 參照
- 明朝七卿年表

| 官衔        | 官衔 | 官衔        |
| ----------- | --- | ----------- |
| 前任： 何棟 | 薊遼總督 總督薊遼保定等處軍務 嘉靖三十二年十二月庚寅－嘉靖三十四年三月丙申 （1554年1月21日－1555年3月23日） | 繼任： 王忬 |
| 前任： 王忬 | 薊遼總督 總督薊遼保定等處軍務 嘉靖三十八年十月乙丑－嘉靖四十年六月甲申 （1559年11月26日－1561年8月6日）     | 繼任： 許論 |
| 前任： 胡松 | 明朝吏部尚書 1566年-1569年                                                                                  | 繼任： 高拱 |
| 前任： 高拱 | 明朝吏部尚書 1572年-1573年                                                                                  | 繼任： 張瀚 |